# Ruellia nudiflora
Ruellia nudiflora là một loài thực vật có hoa trong họ Ô rô. Loài này được (Engelm. & A. Gray) Urb. miêu tả khoa học đầu tiên năm 1912.